# Dietrich Ballehr
Dietrich Ballehr (* 1873 in Vegesack; † 4. Dezember 1959 in Bremerhaven) war ein deutscher Kapitän und Kap Hoornier.

## Leben
Ballehr wuchs in Bremen auf. Nach seiner Schulzeit auf dem Bremer Realgymnasium ging er mit 16 Jahren als Schiffsjunge auf die Bark Brema. Als Matrose absolvierte er die vorgeschriebene Fahrenszeit auf den Schiffen des Norddeutschen Lloyd (NDL). Er besuchte die Navigationsschule in Geestemünde mit Abschluss der Kapitänsprüfung auf Großer Fahrt. Nach Beendigung seiner Dienstzeit als Einjähriger bei der Kaiserlichen Marine übernahm er die Position des Navigationsoffiziers auf der Lensahn, der Yacht des Großherzogs von Oldenburg. Zwischenstationen auf den Schnelldampfern Kaiser Wilhelm II und Kronprinzessin Cecilie wechselten mit Übungen bei der Kaiserlichen Marine in Kiel, die er als Reserveoffizier verließ. Zwischenzeitlich war er mehr als zehn Monate in der chinesischen Küstenfahrt des Lloyd ab Hongkong tätig. 1908 wurde er Erster Offizier auf der Großherzogin Elisabeth, des Deutschen Schulschiffvereins unter Kapitän Richard Dressler und ab 1911 selber Kapitän auf dem Segel-Schulschiff Herzogin Sophie Charlotte (QFWR), von 1913 Kapitän auf der Herzogin Cecilie (QHLK), dem dann einzigen Segelschulschiff des NDL.
Nach kriegsbedingter Liegezeit in Chile brachte er die Herzogin Cecilie 1920 nach Ostende. 1921 übergab er sie an Frankreich. Nach dem unerwartet schnellen Wiederaufbau der Lloyd-Flotte nach dem Ersten Weltkrieg führte Ballehr bis zu seiner Pensionierung Passagierschiffe des Lloyd nach Südamerika.
Nach seiner Pensionierung engagierte er sich in der internationalen Bruderschaft der Cap Horniers, der er eine Zeitlang als President d’honneur vorstand. Außerdem stand er dem Seeamt in Lübeck als Sachverständiger zum Untergang der Pamir zur Verfügung. Weiterhin widmete er sich nach dem Zweiten Weltkrieg dem Aufbau der Deutschen Gesellschaft zur Rettung Schiffbrüchiger.
Seine Tochter Elisabeth heiratete 1931 den Bremerhavener Bauunternehmer Gustav W. Rogge.